# Fīrūzābād-e Pā'īn
Fīrūzābād-e Pā'īn (persiska: فيروزابادِ سُفلَى, فيروزابادِ پائين, Fīrūzābād-e Soflá, Fīrūzābād-e Pā’īn, فیروز آباد پائین) är en ort i Iran.   Den ligger i provinsen Hamadan, i den nordvästra delen av landet, 300 km väster om huvudstaden Teheran. Fīrūzābād-e Pā'īn ligger 1 480 meter över havet och antalet invånare är 262.
Terrängen runt Fīrūzābād-e Pā'īn är kuperad åt nordväst, men åt sydost är den platt.Runt Fīrūzābād-e Pā'īn är det ganska tätbefolkat, med 124 invånare per kvadratkilometer. Närmaste större samhälle är Vasaj, 12,2 km öster om Fīrūzābād-e Pā'īn. Trakten runt Fīrūzābād-e Pā'īn består till största delen av jordbruksmark.